# Pier Paolo Petroni
Pier Paolo Petroni (Roma, 30 marzo 1987) è un ex pentatleta italiano.

## Biografia
Ha rappresentato l'Italia ai Giochi olimpici estivi di Rio de Janeiro 2016, concludendo la gara individuale in 24ª posizione.
Ha vinto la classifica a squadre ai mondiali di Roma 2012, con Nicola Benedetti e Riccardo De Luca, dopo aver concluso la prova individuale 16º. Ai mondiali di Kaohsiung 2013, Varsavia 2014 e Mosca 2016 si è piazzato rispettivamente 34º, 8º e 14º nell'individuale.

## Palmarès
- Europei

Medway 2011: argento a squadre;
Drzonów 2013: bronzo a squadre;
Székesfehérvár 2014: argento a squadre;
Sofia 2016: oro a squadre;
Minsk 2017: argento nella staffetta mista;